# GRB 020813
GRB 020813 – rozbłysk gamma trwający ok. 125 s, emitowany również w zakresie fal dłuższych niż gamma (promieniowanie rentgenowskie, ultrafioletowe, optyczne, podczerwone czy radiowe). Rozbłysk miał miejsce w galaktyce o przesunięciu ku czerwieni równym z=1,254.
Rozbłysk został wykryty przez instrumenty satelity HETE-2. Rejon rozbłysku był obserwowany przez Teleskop kosmiczny Chandra, który wykrył poświatę rentgenowską.